# FastTrack
FastTrack là một giao thức ngang hàng (P2P) được sử dụng bởi các chương trình chia sẻ tệp Kazaa, Grokster, iMesh và Morpheus. FastTrack là mạng chia sẻ tệp phổ biến nhất trong năm 2003 và được sử dụng chủ yếu để trao đổi các tệp mp3 nhạc. Mạng đã có khoảng 2,4 triệu người dùng đồng thời trong năm 2003. Người ta ước tính rằng tổng số người dùng cúa FastTrack lớn hơn Napster ở thời kỳ đỉnh cao.

## Lịch sử
Giao thức FastTrack và Kazaa được tạo ra và phát triển bởi các lập trình viên người Estonia của BlueMoon Interactive do Jaan Tallinn, nhóm nghiên cứu sau này tạo ra Skype. Sau khi bán nó cho Niklas Zennström từ Thụy Điển và Janus Friis từ Đan Mạch, nó được công ty Consumer Empowerment giới thiệu tháng 3 năm 2001. Nó xuất hiện vào cuối thế hệ mạng P2P đầu tiên – Napster ngừng hoạt động vào tháng 7 năm đó.
Có ba mạng dựa trên FastTrack và chúng sử dụng các phiên bản giao thức không tương thích lẫn nhau. Các khách hàng phổ biến nhất trên mỗi mạng là Kazaa (và các biến thể của nó), Grokster và iMesh.
Để biết thêm thông tin về các vụ kiện khác nhau xung quanh Kazaa và Sharman Networks, xem Kazaa.

## Công nghệ
FastTrack sử dụng siêu node để cải thiện khả năng mở rộng.
Để cho phép tải xuống từ nhiều nguồn, FastTrack sử dụng thuật toán băm UUHash. Mặc dù UUHash cho phép kiểm tra các tệp rất lớn trong một thời gian ngắn, ngay cả trên các máy tính yếu chậm, nó cũng cho phép các tệp bị hỏng không được chú ý. Nhiều người, cũng như RIAA, đã khai thác lỗ hổng này để phát tán các tập tin giả mạo trên mạng.
Giao thức FastTrack sử dụng mã hóa và không được người tạo tài liệu ghi lại. Các khách hàng đầu tiên là tất cả các phần mềm nguồn đóng. Tuy nhiên, dữ liệu khởi tạo cho các thuật toán mã hóa được gửi rõ ràng và không sử dụng mã hóa khóa công khai, do đó kỹ thuật đảo ngược được thực hiện tương đối dễ dàng. Vào năm 2003, các lập trình viên nguồn mở đã thành công trong kỹ thuật đảo ngược phần giao thức xử lý giao tiếp siêu âm của khách hàng, nhưng giao thức truyền thông siêu node vẫn chưa được biết đến.